# Narses (filho de Sapor)
Narses filho de Sapor (em persa médio: nrshy ZY BRBYTA ZY z'tsplhmkn; romaniz.: Narseh ī wispuhr ī Zādspraxm(a)gān; em parta: nryshw BRBYTA šhypwhrkn; romaniz.: Narseh wispuhr Šābuhr(a)gān; em grego clássico: Ναρσαίου του εγ Βασιλέων Σαβουργαν; romaniz.: Narsaíou tou eg Basiléon Sabourgan) foi um dignitário persa do século III, ativo no reinado do xá Sapor I (r. 240–270).

## Nome
Narses é a forma helenizada e latinizada do nome. Em armênio, ocorre como Nerses. A atestação mais antiga do nome ocorre nos Feitos do Divino Sapor, uma inscrição trilíngue do reinado do xainxá sassânida Sapor I (r. 240–270). Em parta é registrado como Narsēs e em pálavi como Narsē. O nome deriva do avéstico Nairyō saŋha-, que literalmente significa "o de muitos discursos", ou seja, o mensageiro divino.

## Vida

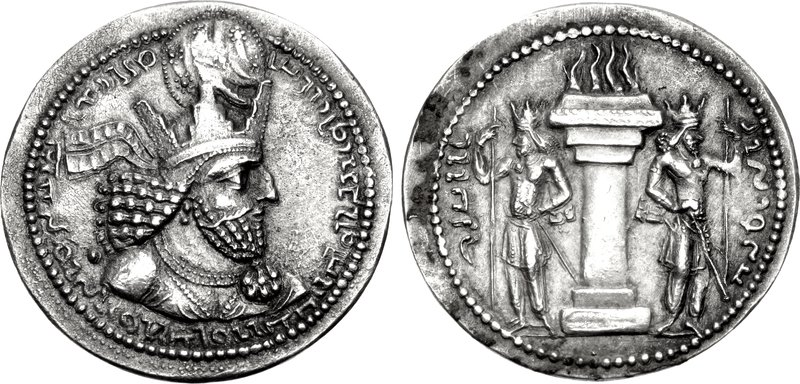
Dracma de Sapor cunhado ca. 240-244

Narses foi registrado na lista de dignitários presente na inscrição Feitos do Divino Sapor e nela aparece em nona posição. Estava em quinto no grupo de cinco príncipes (BRBYTA, wispuhr) citados na lista, o que permite inferir que era membro da alta nobreza e que estava vinculado à dinastia sassânida. No entanto, é impossível determinar apenas com tal inscrição quão próximo da linhagem principal ele estava. Segundo a lista, dependendo da versão do texto lida, era filho de Zādspraxm ou Sapor. O primeiro nome só aparece na versão em persa médio do texto, ao passo que as versões parta e grega clássica concordam que seu pai chamava Sapor. Mesmo admitindo que seu pai se chamava Sapor, não é certo, dentro os indivíduos homônimos e coetâneos conhecidos, quem ele era. Por sua posição após os filhos de Sapor I (r. 240–270), os historiadores descantam a possibilidade de que fosse filho do xainxá. Crê-se, no entanto, que era filho de Sapor, irmão de Artaxes I (r. 224–242) e tio de Sapor I.